# Église Saint-Josse de Tännesberg

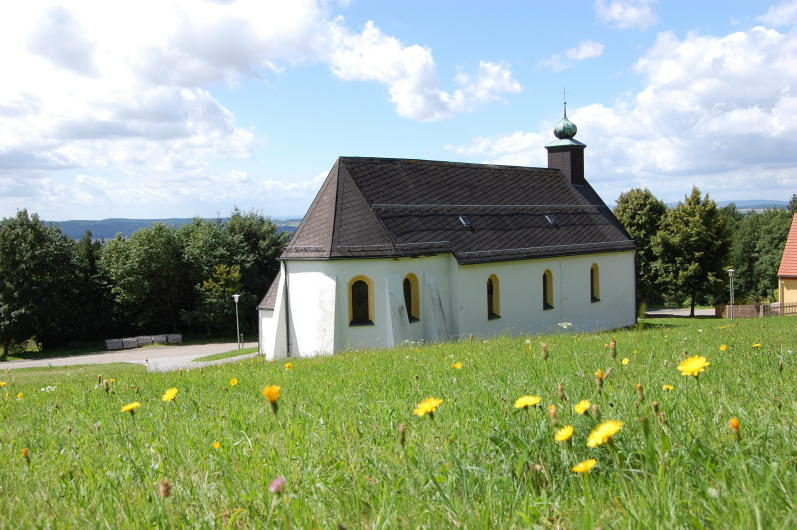
Vue de l'église Saint-Josse

 (mai 2024).
L'église Saint-Josse (Wallfahrtskirche St. Jodok) est une église située à l'extérieur du village de Tännesberg en Bavière qui dépend de l'église paroissiale Saint-Michel de Tännesberg. C'est une église de pèlerinage ouverte pour des cérémonies particulières, notamment pour le pèlerinage équestre de la Saint-Josse qui a lieu le quatrième week-end de juillet. Elle est consacrée à saint Josse, saint breton du VIIe siècle et dépend du diocèse de Ratisbonne. 

## Historique et description

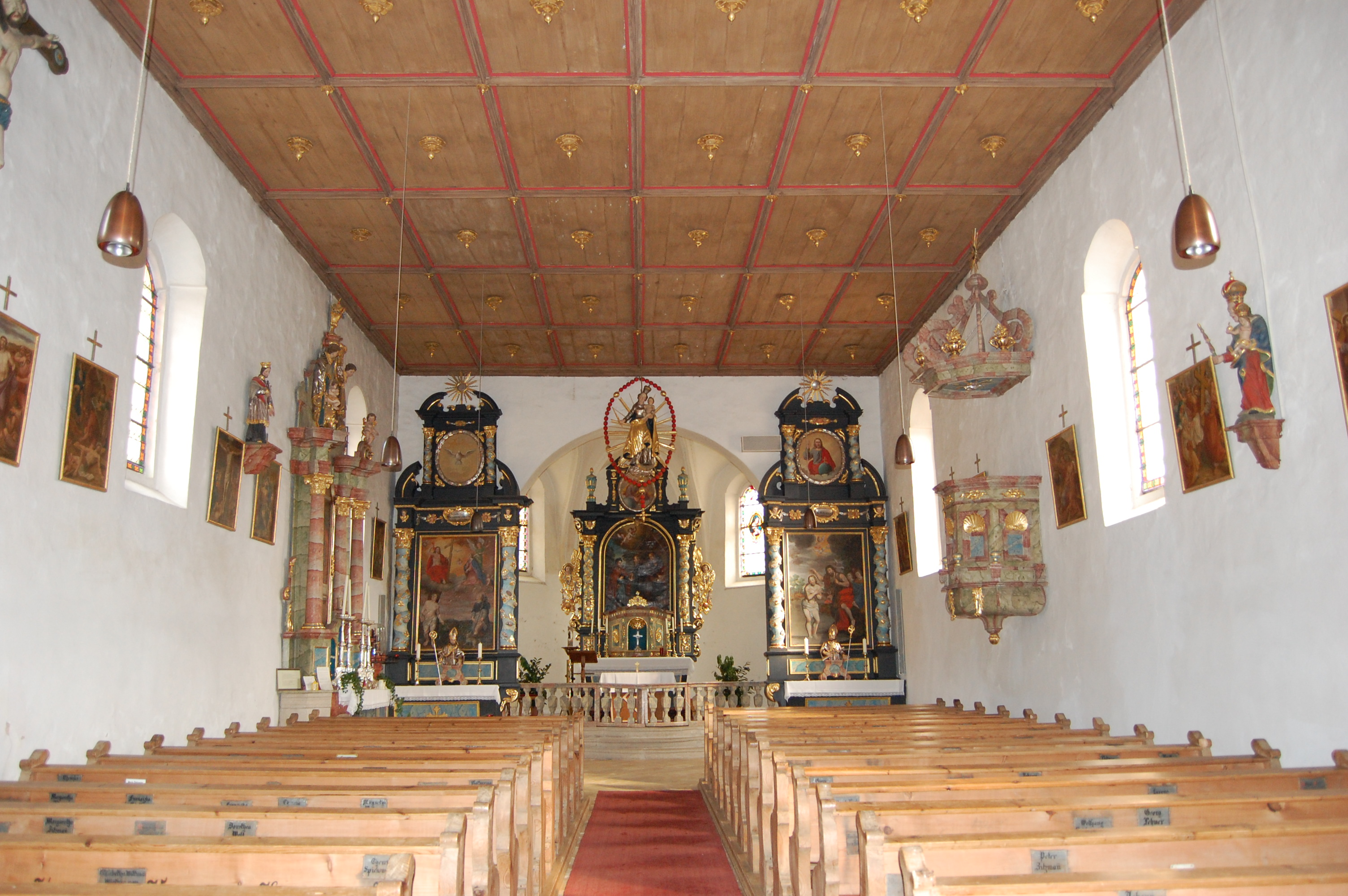
Intérieur de l'église

C'est en 1019 que Johann von Paulsdorf fait construire une église dédiée à saint Josse (ou saint Judoc), protecteur contre la peste, à l'orée de la forêt de Tännesberg. C'était vraisemblablement la première église paroissiale du village, avant celle de Saint-Michel. Le village est ensuite entouré de remparts. La mention d'une paroisse ne date que du XIVe siècle. L'église est détruite pendant la Guerre de Trente Ans, puis reconstruite dans sa forme actuelle et consacrée en 1689. Elle menace ruine à la fin des années 1950 et elle est restaurée grâce aux habitants de la région qui en même temps redonnent vie au pèlerinage. Elle est de nouveau consacrée en 1976.
Son plafond à caissons est remarquable avec des rosettes dorées. Il cache la charpente. L'abside derrière le maître-autel a trois côtés. Le côté ouest de l'église est coiffé d'un clocheton couronné d'un bulbe typique. La sacristie se trouve du côté sud du chœur. La chaire baroque de bois est décorée des symboles des apôtres.
Le maître-autel, comme les deux autels latéraux, est flanqué de chaque côté d'une colonne torsadée avec des ornementations et cartouches richement sculptées. Il est surplombé d'un tableau représentant saint Josse. L'autel de droite représente le baptême de Jésus au Jourdain devant lequel se trouve le buste sculpté de saint Quirin, patron des cavaliers et protecteur des chevaux. Celui de droite représente le martyre de saint Sébastien qui est accueilli au ciel en haut par la Vierge, reine des martyrs, et son Fils. Le buste de saint Roch, invoqué contre la peste se trouve devant. On remarque une représentation de Tännesberg entre les deux saints datant de 1680. Le tableau au-dessus de l'autel de la Vierge au nord est une copie de celui de la Vierge de Maria-Hilf d'Amberg. On peut y lire la signature Fec. Anton Altman Ambergae 24 Juni 1802.
La Croix de la peste de Vienne est le croix de procession du pèlerinage. Elle date de 1690, à l'époque où la peste frappait la ville de Vienne, fléau auquel Tännesberg a échappé. Cette croix est donc un témoignage de grâce des habitants.

## Illustrations

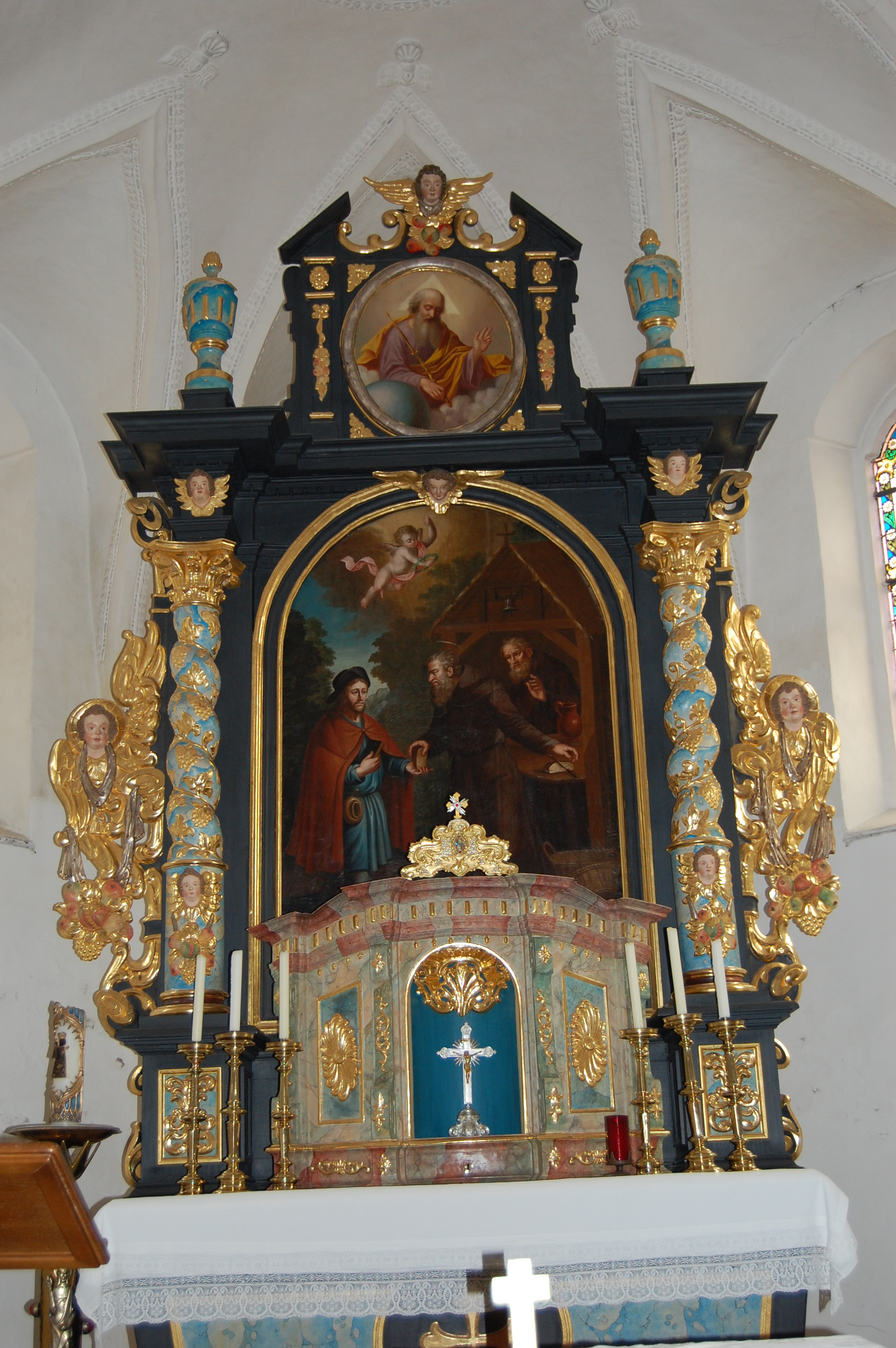
Vue du maître-autel
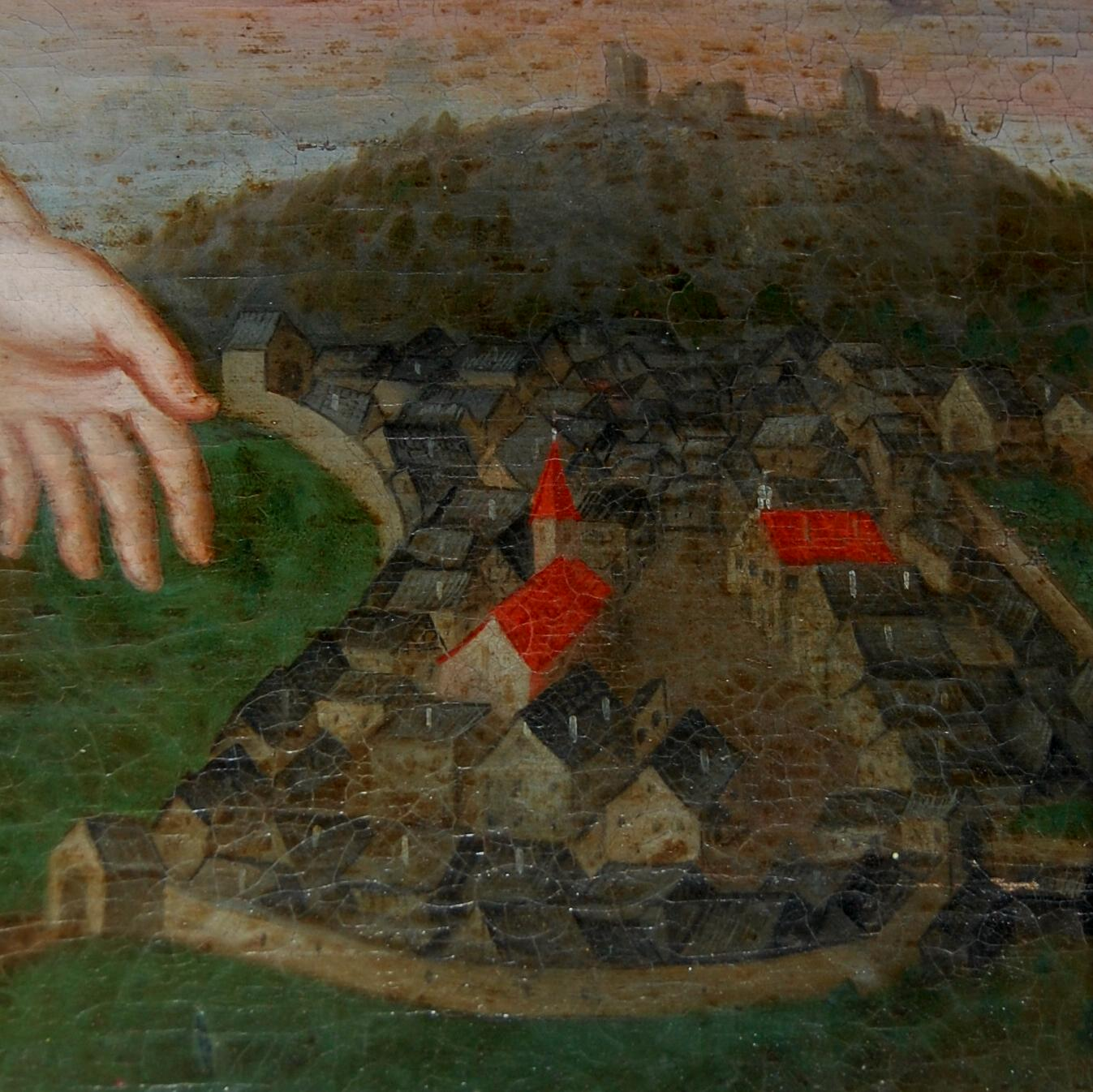
Tännesberg en 1680, détail du tableau de l'autel de la Vierge
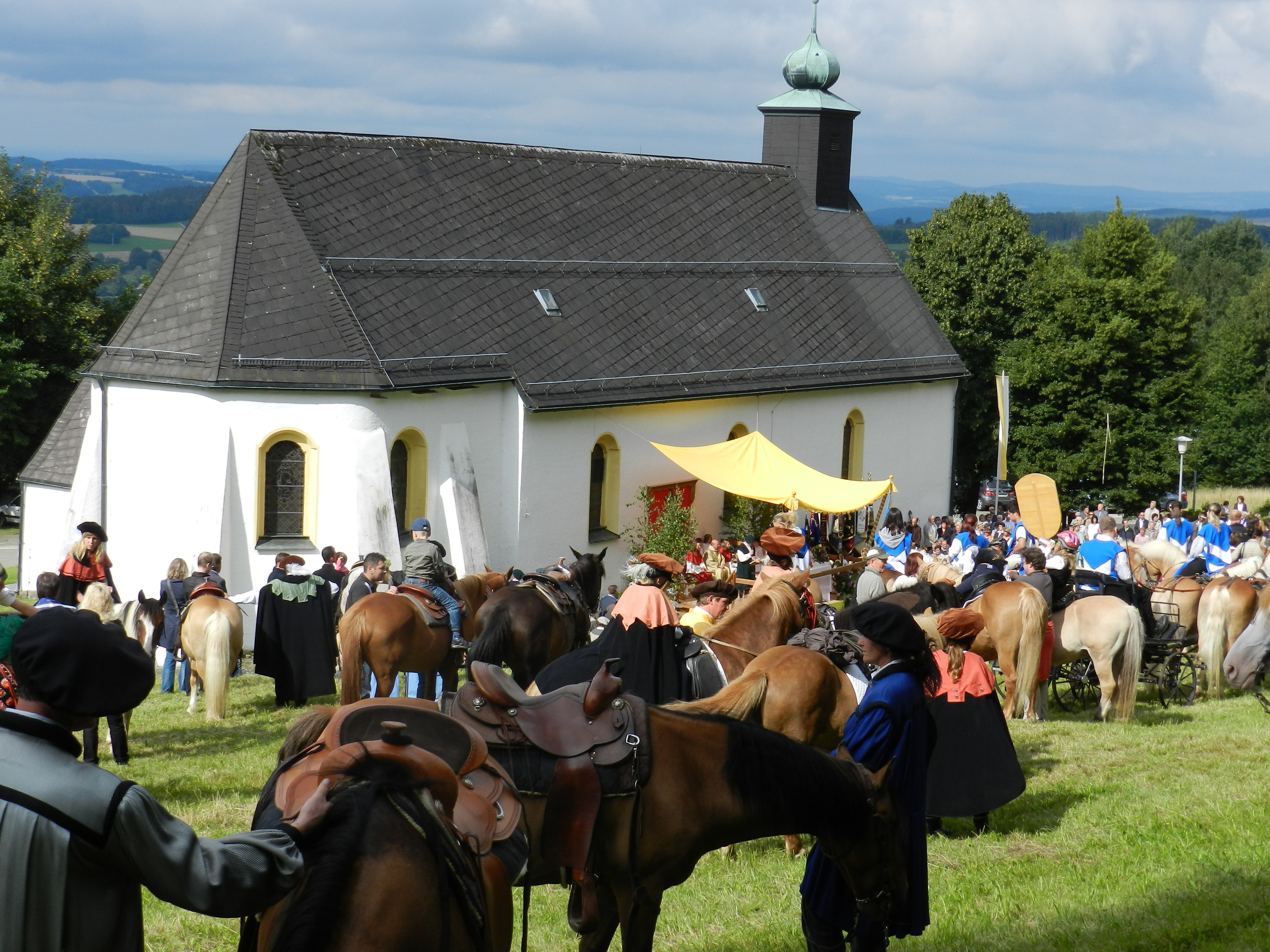
Le pèlerinage équestre en 2011
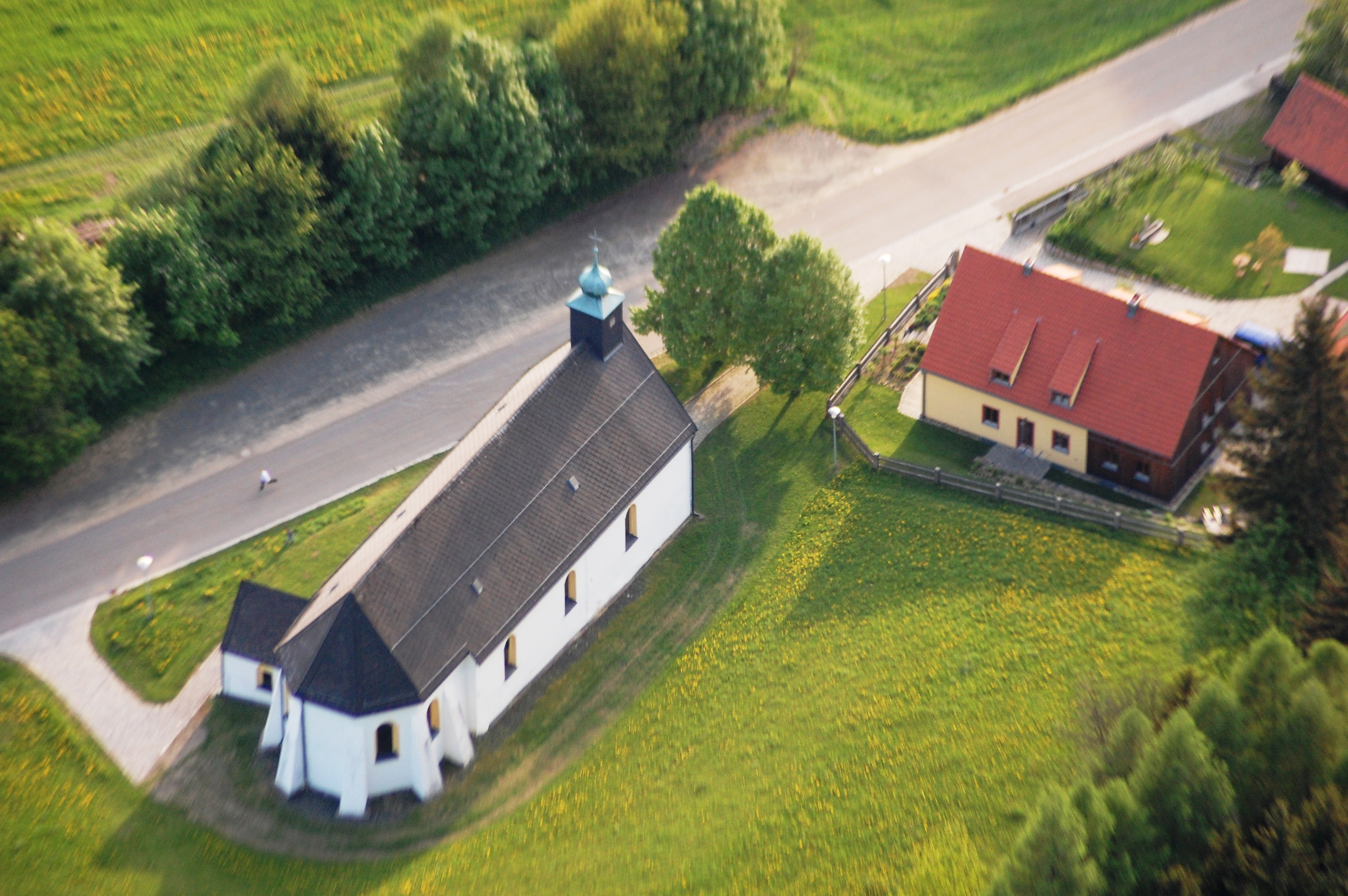
Vue aérienne

## Source
- (de) Cet article est partiellement ou en totalité issu de l’article de Wikipédia en allemand intitulé « Wallfahrtskirche St. Jodok (Tännesberg) » (voir la liste des auteurs).